# Валем, Йохан
Йохан Валем (нидерл. Johan Walem; род. 1 февраля 1972, Суаньи, Эно) — бельгийский футболист и футбольный тренер. В качестве игрока известен по выступлениям за «Андерлехт» и сборную Бельгии. Участник чемпионата мира 2002 и чемпионата Европы 2000.

## Клубная карьера
Выпускник футбольной академии клуба «Андерлехт». В 1991 году дебютировал за команду в Жюпиле Лиге. Он сразу выиграл конкуренцию за место в основном составе, и по окончании сезона был признан Молодым футболистом года в Бельгии. Вместе с «Андерлехтом» он трижды выиграл чемпионат и стал обладателем Кубка Бельгии. За клуб провёл 180 матчей и забил 47 мячей.
В 1997 году перешёл в итальянский «Удинезе». В первом сезоне Валем редко появлялся на поле, но уже во втором выиграл конкуренцию и принял участие почти во всех матчах команды. В сезоне 1999/00 Йохан выступал на правах аренды за «Парму», в составе которой выиграл Суперкубок Италии. После возвращения в «Удинезе» он провёл за «зебр» ещё один сезон и вернулся на родину, приняв приглашение «Стандарда». В новом клубе он сразу стал одним из лидеров команды. После двух сезонов в Бельгии Валем вернулся в Италию, где по сезону отыграл за «Торино» и «Катанию». Летом 2005 года завершил карьеру футболиста.

## Международная карьера
20 ноября 1991 году в матче отборочного раунда чемпионата Европы 1992 против сборной Германии Валем дебютировал за сборную Бельгии. В 2000 году принял участие в домашнем чемпионате Европы. На турнире он не вышел на поле ни в одной встрече.
В 2002 году Валем попал в заявку национальной команды на чемпионат мира 2002. Он принял участие в трёх встречах против сборных Японии и Бразилии, а в поединке против сборной России Йохан забил гол, который позволил его сборной выйти в 1/8 финала.
Сразу после чемпионата мира Валем завершил карьеру в сборной. За национальную команду сыграл 36 матчей и забил 2 гола.

## Достижения
Командные
 «Андерлехт»
- Чемпионат Бельгии по футболу — 1992/93
- Чемпионат Бельгии по футболу — 1993/94
- Чемпионат Бельгии по футболу — 1994/95
- Обладатель Суперкубка Бельгии — 1994

 Парма
- Обладатель Суперкубка Италии — 1999

Индивидуальные
- Лучший молодой футболист года в Бельгии — 1992